# Tjärsjön
Tjärsjön är en sjö i Gävle kommun i Gästrikland och ingår i Dalälvens huvudavrinningsområde.